# Margaret Douglas
Margaret Douglas, contessa di Lennox (Castello di Harbottle, 8 ottobre 1515 – Londra, 9 marzo 1578), è stata una nobildonna scozzese, figlia di Margherita Tudor, Regina madre degli Scozzesi, e del suo secondo marito Archibald Douglas, VI conte di Angus. Era quindi sorellastra di Giacomo V di Scozia, nipote del re inglese Enrico VIII e cugina dei suoi tre figli, Edoardo VI, Maria I ed Elisabetta I.

## Successione
La madre era stata sposata in prime nozze con Giacomo IV di Scozia. Suo fratellastro era quindi Giacomo V di Scozia, padre di Maria Stuarda.
Lo zio Enrico VIII, nel suo testamento circa la successione al trono inglese, aveva dato la precedenza, nel caso che i suoi figli Edoardo, Maria ed Elisabetta fossero morti senza discendenti, ai discendenti della sorella minore Maria Tudor, invece che a quelli della sorella maggiore Margherita Tudor.
L'intento di Enrico era semplicemente quello di evitare che sul trono inglese sedesse un sovrano straniero e stranieri erano i figli di Margherita Tudor.

## Matrimonio
Nel giugno del 1544 Margaret si sposò con Matthew Stuart, conte di Lennox.
Dal matrimonio nacquero:
- Enrico Stuart, Lord Darnley (1546-1567);
- Carlo Stuart (1555-1576), che sposò Elizabeth Cavendish, da cui ebbe la figlia Arbella Stuart.

## Matrimonio tra Darnley e Maria Stuarda

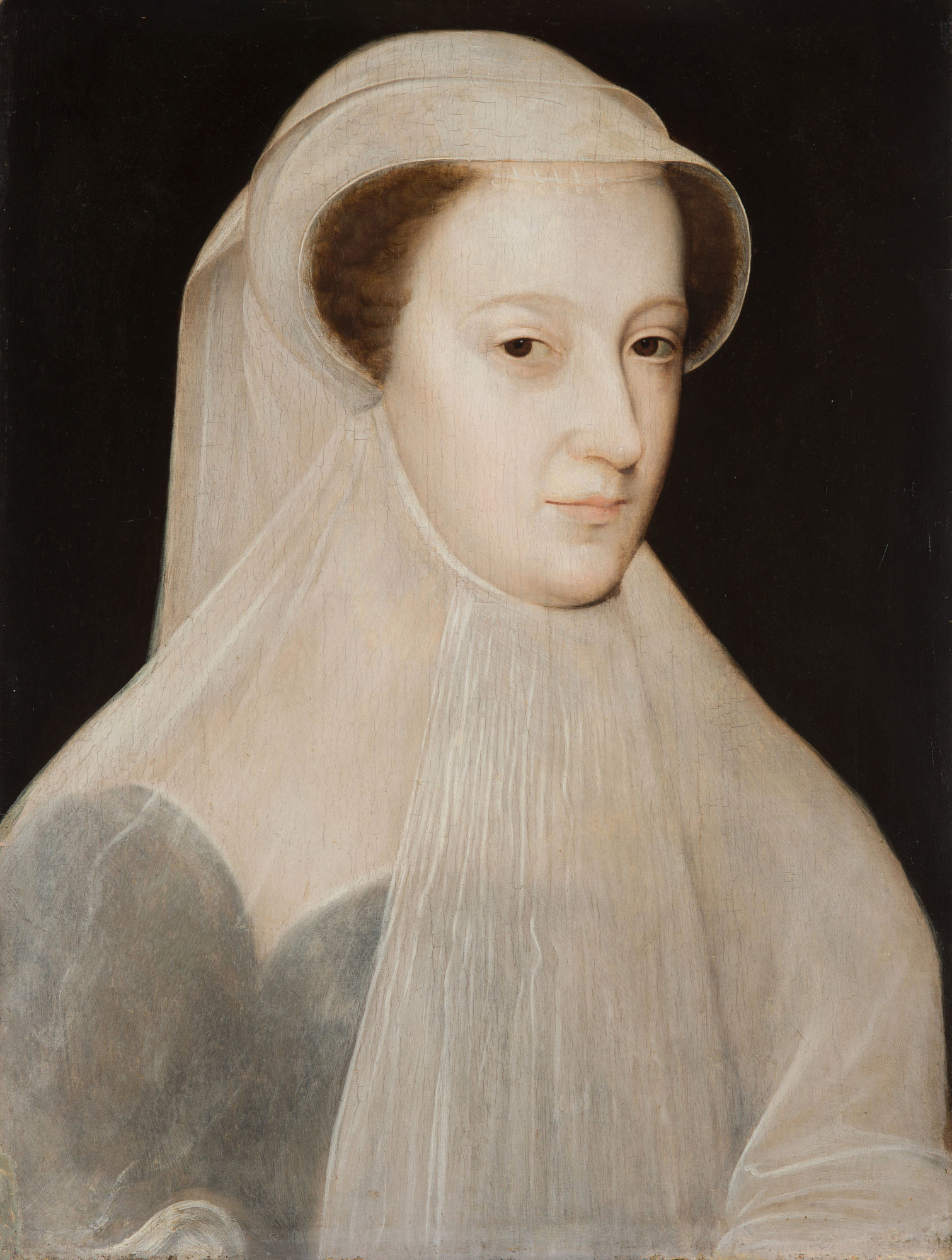
Ritratto di Maria Stuarda

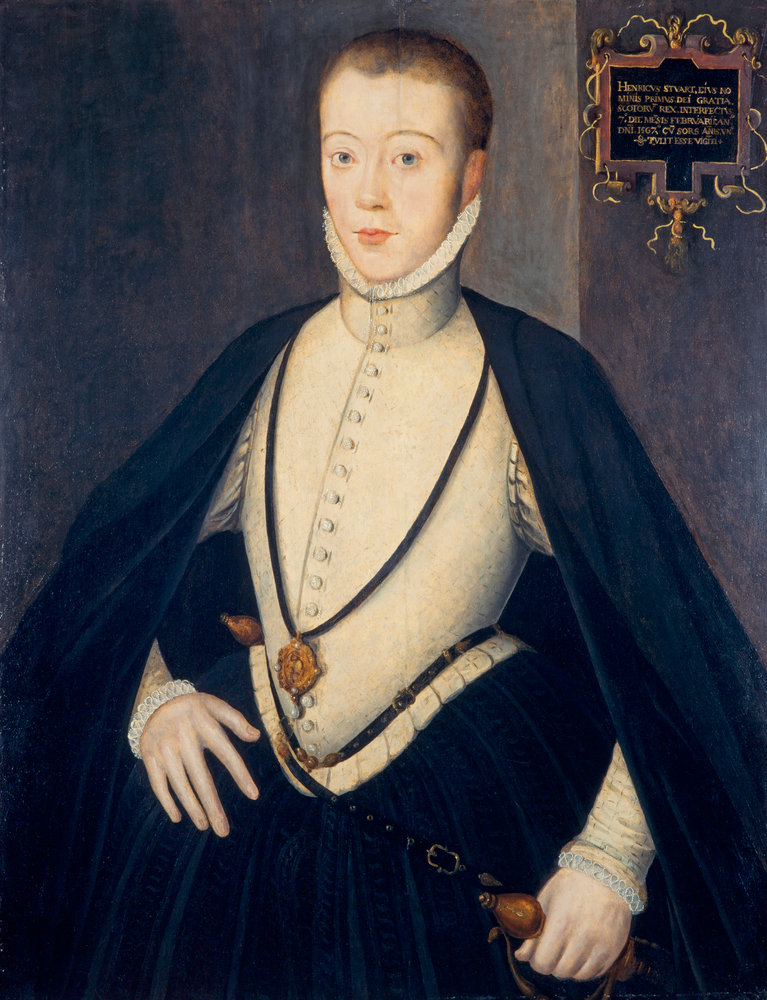
Enrico Stuart

Enrico era nato in Inghilterra, ciò che quindi non lo escludeva dal testamento dello zio Enrico VIII.
Essendo inoltre cattolico, Margaret pensò di far sposare il figlio alla cugina Maria Stuarda, la quale a sua volta aspirava a che la nubile cugina Elisabetta I la nominasse sua erede, mettendo da parte il testamento di Enrico VIII.
Il mondo cattolico, anzi, considerava la regina di Scozia già regina, in seguito alla morte della cattolica Maria I d'Inghilterra, e non l'illegittima e protestante Elisabetta I.
Nel 1560, quando Maria Stuarda rimase vedova del primo marito, Francesco II di Francia, Margaret mandò il figlio in Francia perché i giovani potessero conoscersi.
L'innamoramento della regina, nel frattempo tornata in Scozia dopo anni di assenza, avvenne però alcuni anni dopo. Nel 1565 avvenne il matrimonio, che non fu approvato dalla regina Elisabetta I, timorosa di veder rafforzata la posizione della sua rivale Maria Stuarda come pretendente al trono inglese. Non essendo inoltre avvenuto con il permesso della stessa Elisabetta, la regina inglese fece rinchiudere Margaret, l'unica della famiglia che si trovasse a Londra, nella Torre di Londra fino a nuovo ordine. A nulla servirono le lettere inviate dalla nuora a diplomatici e alla stessa Elisabetta affinché fosse liberata.

## Morte del figlio

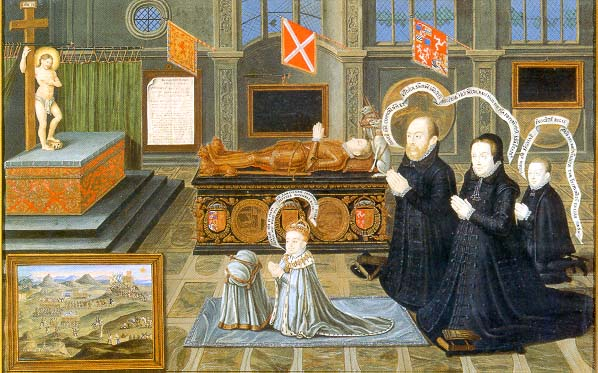
Margaret col marito Matthew Stuart, il figlio Carlo e il nipote Giacomo VI di Scozia accanto alla salma del primogenito Enrico, di Livinus De Vogelaare

Anche in Scozia però le nozze tra Maria e il cugino Enrico Stuart Lord Darnley furono mal viste, soprattutto da Giacomo Stewart, I conte di Moray, fratellastro di Maria. Gli oppositori al matrimonio, da cui nel frattempo era nato Giacomo (il futuro Giacomo I d'Inghilterra), arrivarono a complottare per assassinare Enrico Stuart, re consorte di Scozia, che fu ucciso il 10 febbraio 1567.
Dell'omicidio fu accusata la stessa moglie, la quale fu deposta e imprigionata. Fu nominato re di Scozia proprio il piccolo Giacomo, col nome di Giacomo VI.
Margaret, che odiò la nuora ritenendola responsabile della morte del figlio, si ritrovò in seguito d'accordo con lei perché il bambino venisse portato ed educato in Inghilterra. Il progetto però non venne mai attuato e Giacomo crebbe in Scozia sotto la guida dello zio Moray.

## Nuova prigionia
Una volta libera, Margaret fu di nuovo imprigionata, stavolta insieme alla consuocera Bess di Hardwicke, accusate da Elisabetta di aver progettato e fatto celebrare il matrimonio tra i loro rispettivi figli (Carlo Stuart ed Elizabeth Cavendish) senza il suo consenso.
Dal matrimonio nacque nel 1575 una bambina, Arbella Stuart.
Nel 1576 Margaret perse precocemente anche il secondo figlio. Sia lei sia Bess cercarono, inutilmente, di ottenere la contea di Lennox per la bambina.

## Morte
Margaret morì nel 1578. Maria Stuarda, prigioniera per diciannove anni in Inghilterra, prima di essere giustiziata nel 1587, cercò di fare avere alla nipotina Arbella i gioielli della nonna Margaret ma senza riuscirvi.
Giacomo, alla morte di Elisabetta I nel 1603, unì i regni d'Inghilterra e Scozia.

## Genealogia
|                         |                         |                         |                         |                         |                         |                         |                         |                  |                  |                  |                  |              |              | Enrico VII d'Inghilterra | Enrico VII d'Inghilterra | Enrico VII d'Inghilterra | Enrico VII d'Inghilterra | Enrico VII d'Inghilterra | Enrico VII d'Inghilterra |                            |                            |                            |                            |                            |                            | Elisabetta di York       | Elisabetta di York       | Elisabetta di York       | Elisabetta di York       | Elisabetta di York       | Elisabetta di York       |                |                |                 |                 |                 |                 |                 |                 |                 |                 |                 |                 |                   |                   |                   |                   |                   |                   |  |  |  |  |  |  |  |  |  |  |  |  |  |  |  |  |  |  |  |  |  |  |  |  |  |  |  |  |  |  |  |  |  |  |  |  |  |  |  |  |  |  |  |  |
|                         |                         |                         |                         |                         |                         |                         |                         |                  |                  |                  |                  |              |              | Enrico VII d'Inghilterra | Enrico VII d'Inghilterra | Enrico VII d'Inghilterra | Enrico VII d'Inghilterra | Enrico VII d'Inghilterra | Enrico VII d'Inghilterra |                            |                            |                            |                            |                            |                            | Elisabetta di York       | Elisabetta di York       | Elisabetta di York       | Elisabetta di York       | Elisabetta di York       | Elisabetta di York       |                |                |                 |                 |                 |                 |                 |                 |                 |                 |                 |                 |                   |                   |                   |                   |                   |                   |  |  |  |  |  |  |  |  |  |  |  |  |  |  |  |  |  |  |  |  |  |  |  |  |  |  |  |  |  |  |  |  |  |  |  |  |  |  |  |  |  |  |  |  |
|                         |                         |                         |                         |                         |                         |                         |                         |                  |                  |                  |                  |              |              |                          |                          |                          |                          |                          |                          |                            |                            |                            |                            |                            |                            |                          |                          |                          |                          |                          |                          |                |                |                 |                 |                 |                 |                 |                 |                 |                 |                 |                 |                   |                   |                   |                   |                   |                   |  |  |  |  |  |  |  |  |  |  |  |  |  |  |  |  |  |  |  |  |  |  |  |  |  |  |  |  |  |  |  |  |  |  |  |  |  |  |  |  |  |  |  |  |
|                         |                         |                         |                         |                         |                         |                         |                         |                  |                  |                  |                  |              |              |                          |                          |                          |                          |                          |                          |                            |                            |                            |                            |                            |                            |                          |                          |                          |                          |                          |                          |                |                |                 |                 |                 |                 |                 |                 |                 |                 |                 |                 |                   |                   |                   |                   |                   |                   |  |  |  |  |  |  |  |  |  |  |  |  |  |  |  |  |  |  |  |  |  |  |  |  |  |  |  |  |  |  |  |  |  |  |  |  |  |  |  |  |  |  |  |  |
|                         |                         |                         |                         | Margherita Tudor        | Margherita Tudor        | Margherita Tudor        | Margherita Tudor        | Margherita Tudor | Margherita Tudor |                  |                  |              |              |                          |                          |                          |                          |                          |                          | Enrico VIII d'Inghilterra  | Enrico VIII d'Inghilterra  | Enrico VIII d'Inghilterra  | Enrico VIII d'Inghilterra  | Enrico VIII d'Inghilterra  | Enrico VIII d'Inghilterra  |                          |                          |                          |                          |                          |                          |                |                |                 |                 |                 |                 | Maria Tudor     | Maria Tudor     | Maria Tudor     | Maria Tudor     | Maria Tudor     | Maria Tudor     |                   |                   |                   |                   |                   |                   |  |  |  |  |  |  |  |  |  |  |  |  |  |  |  |  |  |  |  |  |  |  |  |  |  |  |  |  |  |  |  |  |  |  |  |  |  |  |  |  |  |  |  |  |
|                         |                         |                         |                         | Margherita Tudor        | Margherita Tudor        | Margherita Tudor        | Margherita Tudor        | Margherita Tudor | Margherita Tudor |                  |                  |              |              |                          |                          |                          |                          |                          |                          | Enrico VIII d'Inghilterra  | Enrico VIII d'Inghilterra  | Enrico VIII d'Inghilterra  | Enrico VIII d'Inghilterra  | Enrico VIII d'Inghilterra  | Enrico VIII d'Inghilterra  |                          |                          |                          |                          |                          |                          |                |                |                 |                 |                 |                 | Maria Tudor     | Maria Tudor     | Maria Tudor     | Maria Tudor     | Maria Tudor     | Maria Tudor     |                   |                   |                   |                   |                   |                   |  |  |  |  |  |  |  |  |  |  |  |  |  |  |  |  |  |  |  |  |  |  |  |  |  |  |  |  |  |  |  |  |  |  |  |  |  |  |  |  |  |  |  |  |
|                         |                         |                         |                         |                         |                         |                         |                         |                  |                  |                  |                  |              |              |                          |                          |                          |                          |                          |                          |                            |                            |                            |                            |                            |                            |                          |                          |                          |                          |                          |                          |                |                |                 |                 |                 |                 |                 |                 |                 |                 |                 |                 |                   |                   |                   |                   |                   |                   |  |  |  |  |  |  |  |  |  |  |  |  |  |  |  |  |  |  |  |  |  |  |  |  |  |  |  |  |  |  |  |  |  |  |  |  |  |  |  |  |  |  |  |  |
| Giacomo V di Scozia     | Giacomo V di Scozia     | Giacomo V di Scozia     | Giacomo V di Scozia     | Giacomo V di Scozia     | Giacomo V di Scozia     | Margaret Douglas        | Margaret Douglas        | Margaret Douglas | Margaret Douglas | Margaret Douglas | Margaret Douglas |              |              | Maria I d'Inghilterra    | Maria I d'Inghilterra    | Maria I d'Inghilterra    | Maria I d'Inghilterra    | Maria I d'Inghilterra    | Maria I d'Inghilterra    | Elisabetta I d'Inghilterra | Elisabetta I d'Inghilterra | Elisabetta I d'Inghilterra | Elisabetta I d'Inghilterra | Elisabetta I d'Inghilterra | Elisabetta I d'Inghilterra | Edoardo VI d'Inghilterra | Edoardo VI d'Inghilterra | Edoardo VI d'Inghilterra | Edoardo VI d'Inghilterra | Edoardo VI d'Inghilterra | Edoardo VI d'Inghilterra |                |                | Frances Brandon | Frances Brandon | Frances Brandon | Frances Brandon | Frances Brandon | Frances Brandon | Eleanor Brandon | Eleanor Brandon | Eleanor Brandon | Eleanor Brandon | Eleanor Brandon   | Eleanor Brandon   |                   |                   |                   |                   |  |  |  |  |  |  |  |  |  |  |  |  |  |  |  |  |  |  |  |  |  |  |  |  |  |  |  |  |  |  |  |  |  |  |  |  |  |  |  |  |  |  |  |  |
| Giacomo V di Scozia     | Giacomo V di Scozia     | Giacomo V di Scozia     | Giacomo V di Scozia     | Giacomo V di Scozia     | Giacomo V di Scozia     | Margaret Douglas        | Margaret Douglas        | Margaret Douglas | Margaret Douglas | Margaret Douglas | Margaret Douglas |              |              | Maria I d'Inghilterra    | Maria I d'Inghilterra    | Maria I d'Inghilterra    | Maria I d'Inghilterra    | Maria I d'Inghilterra    | Maria I d'Inghilterra    | Elisabetta I d'Inghilterra | Elisabetta I d'Inghilterra | Elisabetta I d'Inghilterra | Elisabetta I d'Inghilterra | Elisabetta I d'Inghilterra | Elisabetta I d'Inghilterra | Edoardo VI d'Inghilterra | Edoardo VI d'Inghilterra | Edoardo VI d'Inghilterra | Edoardo VI d'Inghilterra | Edoardo VI d'Inghilterra | Edoardo VI d'Inghilterra |                |                | Frances Brandon | Frances Brandon | Frances Brandon | Frances Brandon | Frances Brandon | Frances Brandon | Eleanor Brandon | Eleanor Brandon | Eleanor Brandon | Eleanor Brandon | Eleanor Brandon   | Eleanor Brandon   |                   |                   |                   |                   |  |  |  |  |  |  |  |  |  |  |  |  |  |  |  |  |  |  |  |  |  |  |  |  |  |  |  |  |  |  |  |  |  |  |  |  |  |  |  |  |  |  |  |  |
|                         |                         |                         |                         |                         |                         |                         |                         |                  |                  |                  |                  |              |              |                          |                          |                          |                          |                          |                          |                            |                            |                            |                            |                            |                            |                          |                          |                          |                          |                          |                          |                |                |                 |                 |                 |                 |                 |                 |                 |                 |                 |                 |                   |                   |                   |                   |                   |                   |  |  |  |  |  |  |  |  |  |  |  |  |  |  |  |  |  |  |  |  |  |  |  |  |  |  |  |  |  |  |  |  |  |  |  |  |  |  |  |  |  |  |  |  |
| Maria, regina di Scozia | Maria, regina di Scozia | Maria, regina di Scozia | Maria, regina di Scozia | Maria, regina di Scozia | Maria, regina di Scozia | Enrico Stuart           | Enrico Stuart           | Enrico Stuart    | Enrico Stuart    | Enrico Stuart    | Enrico Stuart    | Carlo Stuart | Carlo Stuart | Carlo Stuart             | Carlo Stuart             | Carlo Stuart             | Carlo Stuart             |                          |                          |                            |                            |                            |                            | Jane Grey                  | Jane Grey                  | Jane Grey                | Jane Grey                | Jane Grey                | Jane Grey                | Catherine Grey           | Catherine Grey           | Catherine Grey | Catherine Grey | Catherine Grey  | Catherine Grey  | Mary Grey       | Mary Grey       | Mary Grey       | Mary Grey       | Mary Grey       | Mary Grey       |                 |                 | Margaret Clifford | Margaret Clifford | Margaret Clifford | Margaret Clifford | Margaret Clifford | Margaret Clifford |  |  |  |  |  |  |  |  |  |  |  |  |  |  |  |  |  |  |  |  |  |  |  |  |  |  |  |  |  |  |  |  |  |  |  |  |  |  |  |  |  |  |  |  |
| Maria, regina di Scozia | Maria, regina di Scozia | Maria, regina di Scozia | Maria, regina di Scozia | Maria, regina di Scozia | Maria, regina di Scozia | Enrico Stuart           | Enrico Stuart           | Enrico Stuart    | Enrico Stuart    | Enrico Stuart    | Enrico Stuart    | Carlo Stuart | Carlo Stuart | Carlo Stuart             | Carlo Stuart             | Carlo Stuart             | Carlo Stuart             |                          |                          |                            |                            |                            |                            | Jane Grey                  | Jane Grey                  | Jane Grey                | Jane Grey                | Jane Grey                | Jane Grey                | Catherine Grey           | Catherine Grey           | Catherine Grey | Catherine Grey | Catherine Grey  | Catherine Grey  | Mary Grey       | Mary Grey       | Mary Grey       | Mary Grey       | Mary Grey       | Mary Grey       |                 |                 | Margaret Clifford | Margaret Clifford | Margaret Clifford | Margaret Clifford | Margaret Clifford | Margaret Clifford |  |  |  |  |  |  |  |  |  |  |  |  |  |  |  |  |  |  |  |  |  |  |  |  |  |  |  |  |  |  |  |  |  |  |  |  |  |  |  |  |  |  |  |  |
|                         |                         |                         |                         |                         |                         |                         |                         |                  |                  |                  |                  |              |              |                          |                          |                          |                          |                          |                          |                            |                            |                            |                            |                            |                            |                          |                          |                          |                          |                          |                          |                |                |                 |                 |                 |                 |                 |                 |                 |                 |                 |                 |                   |                   |                   |                   |                   |                   |  |  |  |  |  |  |  |  |  |  |  |  |  |  |  |  |  |  |  |  |  |  |  |  |  |  |  |  |  |  |  |  |  |  |  |  |  |  |  |  |  |  |  |  |
|                         |                         | Giacomo I d'Inghilterra | Giacomo I d'Inghilterra | Giacomo I d'Inghilterra | Giacomo I d'Inghilterra | Giacomo I d'Inghilterra | Giacomo I d'Inghilterra |                  |                  |                  |                  |              |              | Arbella Stuart           | Arbella Stuart           | Arbella Stuart           | Arbella Stuart           | Arbella Stuart           | Arbella Stuart           |                            |                            |                            |                            |                            |                            |                          |                          |                          |                          |                          |                          |                |                |                 |                 |                 |                 |                 |                 |                 |                 |                 |                 | ebbe discendenza  | ebbe discendenza  | ebbe discendenza  | ebbe discendenza  | ebbe discendenza  | ebbe discendenza  |  |  |  |  |  |  |  |  |  |  |  |  |  |  |  |  |  |  |  |  |  |  |  |  |  |  |  |  |  |  |  |  |  |  |  |  |  |  |  |  |  |  |  |  |
|                         |                         | Giacomo I d'Inghilterra | Giacomo I d'Inghilterra | Giacomo I d'Inghilterra | Giacomo I d'Inghilterra | Giacomo I d'Inghilterra | Giacomo I d'Inghilterra |                  |                  |                  |                  |              |              | Arbella Stuart           | Arbella Stuart           | Arbella Stuart           | Arbella Stuart           | Arbella Stuart           | Arbella Stuart           |                            |                            |                            |                            |                            |                            |                          |                          |                          |                          |                          |                          |                |                |                 |                 |                 |                 |                 |                 |                 |                 |                 |                 | ebbe discendenza  | ebbe discendenza  | ebbe discendenza  | ebbe discendenza  | ebbe discendenza  | ebbe discendenza  |  |  |  |  |  |  |  |  |  |  |  |  |  |  |  |  |  |  |  |  |  |  |  |  |  |  |  |  |  |  |  |  |  |  |  |  |  |  |  |  |  |  |  |  |

### Ascendenza
|                                      |               |                                | Genitori                                |  |  | Nonni |  |  | Bisnonni          |  |  | Trisnonni                         |  |
|                                      |               |                                |                                         |  |  |       |  |  | Archibald Douglas |  |  | George Douglas, IV conte di Angus |  |
|                                      |               |                                |                                         |  |  |       |  |  | Archibald Douglas |  |  | George Douglas, IV conte di Angus |  |
|                                      |               | Isabel Sibbald                 |                                         |  |  |       |  |  | Archibald Douglas |  |  |                                   |  |
| George Douglas, lord Douglas         |               |                                |                                         |  |  |       |  |  | Archibald Douglas |  |  |                                   |  |
|                                      |               | Elizabeth Boyd                 | Robert Boyd                             |  |  |       |  |  |                   |  |  |                                   |  |
|                                      |               | Elizabeth Boyd                 | Robert Boyd                             |  |  |       |  |  |                   |  |  |                                   |  |
|                                      |               | Elizabeth Boyd                 | Mariota Maxwell                         |  |  |       |  |  |                   |  |  |                                   |  |
| Archibald Douglas, VI conte di Angus |               | Elizabeth Boyd                 |                                         |  |  |       |  |  |                   |  |  |                                   |  |
|                                      |               | John Drummond, I lord Drummond | Malcolm Drummond                        |  |  |       |  |  |                   |  |  |                                   |  |
|                                      |               | John Drummond, I lord Drummond | Malcolm Drummond                        |  |  |       |  |  |                   |  |  |                                   |  |
|                                      |               | John Drummond, I lord Drummond | Mariota Murray                          |  |  |       |  |  |                   |  |  |                                   |  |
| Elizabeth Drummond                   |               | John Drummond, I lord Drummond |                                         |  |  |       |  |  |                   |  |  |                                   |  |
|                                      |               | Elizabeth Lindsay              | Alexander Lindsay                       |  |  |       |  |  |                   |  |  |                                   |  |
|                                      |               | Elizabeth Lindsay              | Alexander Lindsay                       |  |  |       |  |  |                   |  |  |                                   |  |
|                                      |               | Elizabeth Lindsay              | Margaret Dunbar                         |  |  |       |  |  |                   |  |  |                                   |  |
| lady Margaret Douglas                |               | Elizabeth Lindsay              |                                         |  |  |       |  |  |                   |  |  |                                   |  |
|                                      | Edmondo Tudor | Owen Tudor                     |                                         |  |  |       |  |  |                   |  |  |                                   |  |
|                                      | Edmondo Tudor | Owen Tudor                     |                                         |  |  |       |  |  |                   |  |  |                                   |  |
|                                      | Edmondo Tudor | Caterina di Valois             |                                         |  |  |       |  |  |                   |  |  |                                   |  |
| Enrico VII d'Inghilterra             | Edmondo Tudor |                                |                                         |  |  |       |  |  |                   |  |  |                                   |  |
|                                      |               | Margaret Beaufort              | John Beaufort, I duca di Somerset       |  |  |       |  |  |                   |  |  |                                   |  |
|                                      |               | Margaret Beaufort              | John Beaufort, I duca di Somerset       |  |  |       |  |  |                   |  |  |                                   |  |
|                                      |               | Margaret Beaufort              | Margaret Beauchamp di Bletso            |  |  |       |  |  |                   |  |  |                                   |  |
| Margherita Tudor                     |               | Margaret Beaufort              |                                         |  |  |       |  |  |                   |  |  |                                   |  |
|                                      |               | Edoardo IV d'Inghilterra       | Riccardo Plantageneto, III duca di York |  |  |       |  |  |                   |  |  |                                   |  |
|                                      |               | Edoardo IV d'Inghilterra       | Riccardo Plantageneto, III duca di York |  |  |       |  |  |                   |  |  |                                   |  |
|                                      |               | Edoardo IV d'Inghilterra       | Cecily Neville                          |  |  |       |  |  |                   |  |  |                                   |  |
| Elisabetta di York                   |               | Edoardo IV d'Inghilterra       |                                         |  |  |       |  |  |                   |  |  |                                   |  |
|                                      |               | Elisabetta Woodville           | Richard Woodville                       |  |  |       |  |  |                   |  |  |                                   |  |
|                                      |               | Elisabetta Woodville           | Richard Woodville                       |  |  |       |  |  |                   |  |  |                                   |  |
|                                      |               | Elisabetta Woodville           | Giacometta di Lussemburgo               |  |  |       |  |  |                   |  |  |                                   |  |
|                                      |               | Elisabetta Woodville           |                                         |  |  |       |  |  |                   |  |  |                                   |  |